# René Villiger
 (avril 2016).
René Villiger, né le 6 février 1931 à Sins et mort le 22 octobre 2010 à Cham, est un peintre suisse.

## Biographie
René Villiger est le troisième enfant de Théodore et Elisabeth Villiger. Après sa scolarité à Sins, il étudie le dessin de 1946 à 1951 à la Haute école de Lucerne, où il a entre autres pour professeurs Max von Moos et Werner Andermatt. Il fait des voyages d'études à Rome, Paris et Athènes.
En 1953, il crée son atelier et son agence de graphisme. En 1957, il épouse Rita avec qui il aura un fils, Beat né en 1960, et une fille, Irène née en 1974. Il illustre de nombreux livres pour enfants.
De 1977 à 1981, il forme Daniel Küttel au graphisme.

## Source de la traduction
- (de) Cet article est partiellement ou en totalité issu de l’article de Wikipédia en allemand intitulé « René Villiger » (voir la liste des auteurs).